# Queguay Grande
Il Queguay Grande è un fiume dell'Uruguay che nasce dalla Cuchilla de Queguay, scorre in direzione est-ovest nel Dipartimento di Paysandú e sfocia nel Fiume Uruguay, di cui è affluente.
I suoi principali affluenti sono il Queguay Chico, l'Arroyo de Soto e l'Arroyo Quebracho Grande.